# Spetsnäskanalen

Spetsnäskanalen invigdes 1824. Den skapades genom att man sprängde sig igenom Spetsnäsudden, som sticker ut i sjön Vikens östra del. På detta sätt kortades längden för Göta kanal med tre sjömil.

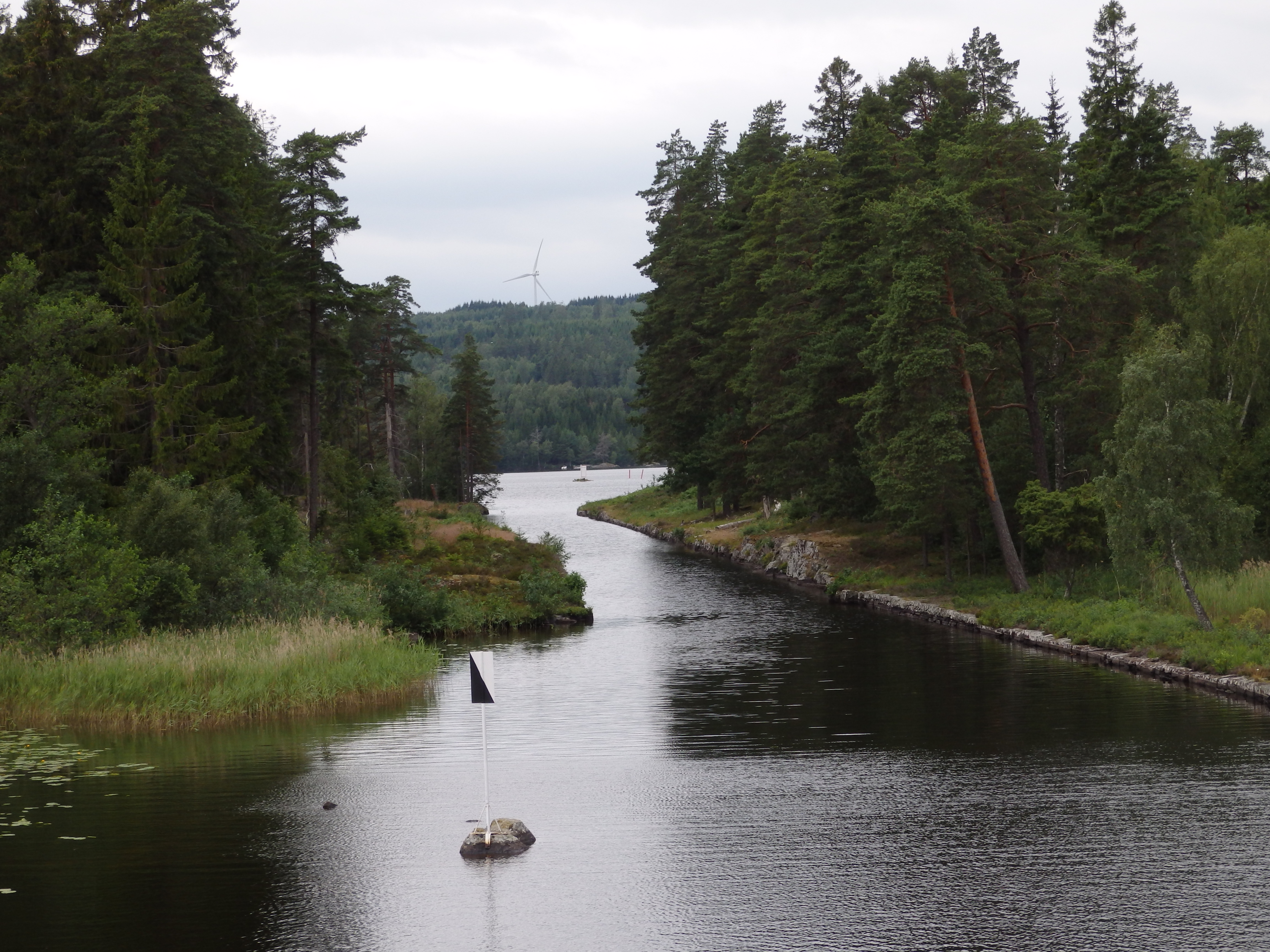
Spetsnäskanalen, 2014.